# Canton de Pervenchères
Le canton de Pervenchères est une ancienne division administrative française située dans le département de l'Orne et la région Basse-Normandie.

## Géographie
Ce canton était organisé autour de Pervenchères dans l'arrondissement de Mortagne-au-Perche. Son altitude varie de 93 m (Suré) à 238 m (Eperrais) pour une altitude moyenne de 172 m.

## Histoire
- De 1833 à 1848, les cantons de Bazoches-sur-Hoëne et de Pervenchères avaient le même conseiller général. Le nombre de conseillers généraux était limité à 30 par département[1].

## Représentation

### Conseillers d'arrondissement (de 1833 à 1940)
| Période                                  | Période          | Identité                    | Étiquette              | Qualité |
| ---------------------------------------- | ---------------- | --------------------------- | ---------------------- | --- |
| 1833                                     | 1838 (décès)     | Jean Pierre de Villereau    |                        | Maire d'Eperrais (1816-1838)                                                                                |
|                                          |                  |                             |                        | |
| 1842                                     | 1848             | Jacques Druet-Desvaux       | Droite                 | Ancien garde d'honneur de Napoléon 1er, conseiller municipal d'Alençon                                      |
| 1868                                     |                  | Charles Clément de Blavette |                        | Propriétaire, maire de Barville                                                                             |
|                                          |                  |                             |                        | |
|                                          | 1893 (démission) | Alfred de Boynes            |                        | Éleveur de chevaux, propriétaire du château de Bellavilliers                                                |
| 30 avril. 1893                           | 1919             | Pierre-Charles Vaux         |                        | Propriétaire, agriculteur-éleveur à Saint-Julien-sur-Sarthe, maire de Saint-Quentin-de-Blavou               |
| 1919                                     | 1928 (décès)     | Félix de Lévis-Mirepoix     | Conservateur Royaliste | Propriétaire du château de Chèreperrine, maire d'Origny-le-Roux, député (1885-1910)                         |
| 1928                                     | 1940             | Louis Page                  |                        | Maire de Montgaudry                                                                                         |
| 1940                                     |                  |                             |                        | Les conseils d'arrondissement ont été suspendus par la loi du 12 octobre 1940 et n'ont jamais été réactivés |
| Les données manquantes sont à compléter. |                  |                             |                        | |

### Conseillers généraux de 1833 à 2015
| Période                                  | Période                 | Identité                                      | Étiquette          | Qualité |
| ---------------------------------------- | ----------------------- | --------------------------------------------- | ------------------ | --- |
| 1833                                     | 1834 (décès)            | Charles Antoine Bertre (1776-1834)            |                    | Ancien ingénieur géographe de l'armée d'Égypte, propriétaire, conseiller municipal d'Alençon               |
| 1834                                     | 1837 (décès)            | Alexandre Clément de Blavette (1781-1837)     |                    | Propriétaire, conseiller municipal de Barville                                                             |
| 1837                                     | 1848                    | Pierre Marie Aubin de Blanpré                 |                    | Propriétaire du château de Prulay, maire de Saint-Langis, ancien officier dans un régiment de cuirrassiers |
| 1848                                     | 1852                    | Jacques Mathurin Louis Druet-Desvaux          | Droite             | Représentant du peuple à Alençon (1848-1851)                                                               |
| 1852                                     | 1870                    | Paul de Chazot                                | Ind.               | Propriétaire, maire d'Eperrais, ancien officier de cavalerie, député (1858-1869)                           |
| 1870                                     | 1871                    | Alexandre Paul de Blavette                    |                    | Avocat, maire de Barville                                                                                  |
| 1871                                     | 1875 (décès)            | Jean Charles Louis Eugène du Portail          | Centre droit       | Avocat à Mortagne, député (1871-1875)                                                                      |
| 1875                                     | 1896 (annulation)       | Albert Le Guay                                | Républicain        | Sous-directeur du Crédit foncier, ancien préfet, maire de Saint-Julien-sur-Sarthe                          |
| 1896                                     | 1925                    | Lucien Dupray de La Mahérie                   | Conservateur       | Maire de Pervenchères                                                                                      |
| 1925                                     | 1933 (décès)            | René Dupray de La Mahérie (fils du précédent) | Républicain Social | Ingénieur agricole, maire de Pervenchères (1920-1933), député (1932-1933)                                  |
| 1933                                     | 1940                    | Jean-Louis Delobel (1905-1945)                | RG-AD              | Auditeur au Conseil d'État, propriétaire à Eperrais                                                        |
|                                          |                         |                                               |                    | |
| 1945                                     | 27 octobre 1945 (décès) | Jean-Louis Delobel                            | DVD                | Propriétaire, maire d'Eperrais                                                                             |
| 16 décembre 1945                         | 1949                    | Alexandre Leguy                               |                    | Notaire à Pervenchères                                                                                     |
| 1949                                     | 1961                    | Jean Barbey                                   | RPF puis DVD       | Propriétaire à Montgaudry                                                                                  |
| 1961                                     | 1967                    | Charles Gireaux (1917-2019)                   | UNR puis UDR       | Notaire, adjoint au maire de Pervenchères, suppléant du député Ernest Voyer de 1962 à 1967                 |
| 1967                                     | 1980 (décès)            | René Chardon (1910-1980)                      | DVD                | Éleveur, maire de Pervenchères                                                                             |
| 1980                                     | 1992                    | Yves Jourdan                                  | RPR                | Agriculteur, maire de Coulimer (1977-2020)                                                                 |
| 1992                                     | 2015                    | Antoine Perrault                              | DVD                | Médecin, maire de Saint-Julien-sur-Sarthe (1995-2020), vice-président du conseil général                   |
| Les données manquantes sont à compléter. |                         |                                               |                    | |

Le canton participe à l'élection du député de la deuxième circonscription de l'Orne.

## Composition

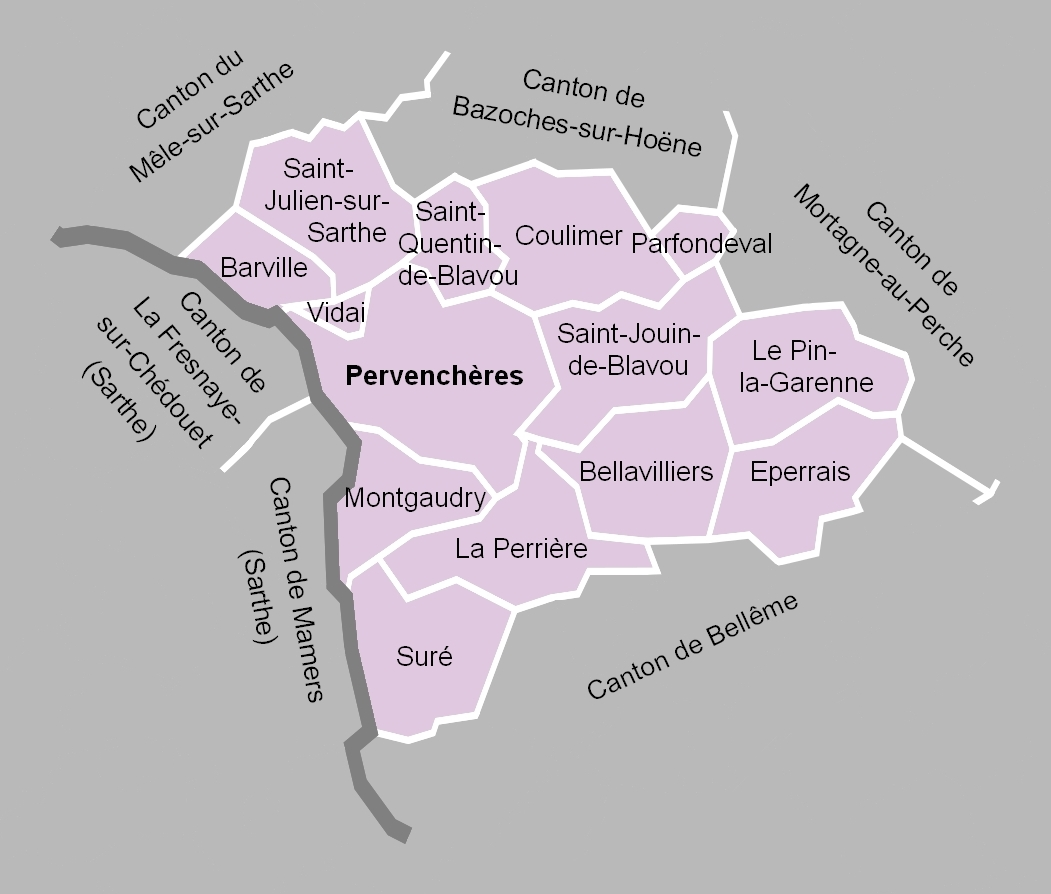
La carte des communes du canton. Les cantons limitrophes étaient ceux du Mêle-sur-Sarthe, de Bazoches-sur-Hoëne, de Mortagne-au-Perche, de Bellême, de Mamers et de La Fresnaye-sur-Chédouet.

Le canton de Pervenchères comptait 3 689 habitants en 2012 (population municipale) et groupait quatorze communes :
- Barville ;
- Bellavilliers ;
- Coulimer ;
- Eperrais ;
- Montgaudry ;
- Parfondeval ;
- La Perrière ;
- Pervenchères ;
- Le Pin-la-Garenne ;
- Saint-Jouin-de-Blavou ;
- Saint-Julien-sur-Sarthe ;
- Saint-Quentin-de-Blavou ;
- Suré ;
- Vidai.

À la suite du redécoupage des cantons pour 2015, les communes d'Eperrais, La Perrière et Suré sont rattachées au canton de Ceton, les communes de Bellavilliers, Coulimer, Montgaudry, Parfondeval, Pervenchères, Le Pin-la-Garenne et Saint-Jouin-de-Blavou à celui de Mortagne-au-Perche et les communes de  Barville, Saint-Julien-sur-Sarthe, Saint-Quentin-de-Blavou et Vidai à celui de Radon.
Contrairement à beaucoup d'autres cantons, le canton de Pervenchères n'incluait aucune commune supprimée depuis la création des communes sous la Révolution.

## Démographie
| 1962  | 1968  | 1975  | 1982  | 1990  | 1999  | 2006  | 2011  | 2012  |
| ----- | ----- | ----- | ----- | ----- | ----- | ----- | ----- | ----- |
| 4 843 | 4 536 | 3 901 | 3 653 | 3 566 | 3 575 | 3 642 | 3 703 | 3 689 |